# Ken Duken
Ken Duken (Heidelberg, 17 aprile 1979) è un attore tedesco.

## Biografia
(Presentazione di Ken Duken.)
Figlio di un medico e dell'attrice Christina Loeb, non ha mai frequentato una vera scuola di recitazione, ma solamente alcuni corsi. Prima di iniziare la sua carriera televisiva, ha recitato a teatro in opere come Der Besuch der alten Dame di Dürrenmatt, Das Haus in Montevideo e alcune opere di Shakespeare. Il suo debutto televisivo avviene nel 1997 con un piccolo ruolo nel film Blutiger Ernst a fianco di Nadja Uhl e Daniel Brühl.
Debutta, invece, sul grande schermo nel 1999 in Schlaraffenland. Nello stesso anno, partecipa al film di Miguel Alexandre Gran Paradiso, nominato ai "German Film Award", interpretando Mark, un ragazzo sulla sedia a rotelle. Nel 2003 è protagonista in Tödlicher Umweg di Curt Faudon e nel 2005 appare in Eine andere Liga.
Nel 2008, interpreta il capo delle SS Siegfried Fehmer nel film Max Manus sulla resistenza norvegese e nel 2009 appare nel quarto capitolo del film Bastardi senza gloria. Sempre nello stesso anno recita nel film diretto da Til Schweiger 30 giorni per innamorarsi.
In Italia è conosciuto per aver recitato in alcune serie televisive. Interpreta Agrippa in Augusto - Il primo imperatore e Anatole Kuragin nel Guerra e pace della Rai. Recita, inoltre, nelle fiction La fuga degli innocenti, Karol - Un uomo diventato papa, Il commissario De Luca e Sotto il cielo di Roma.
Oltre alla carriera d'attore, lavora anche dietro la macchina da presa e dirige il cortometraggio From Another Point of View e alcuni video musicali per band tedesche come gli Oomph!.

## Filmografia

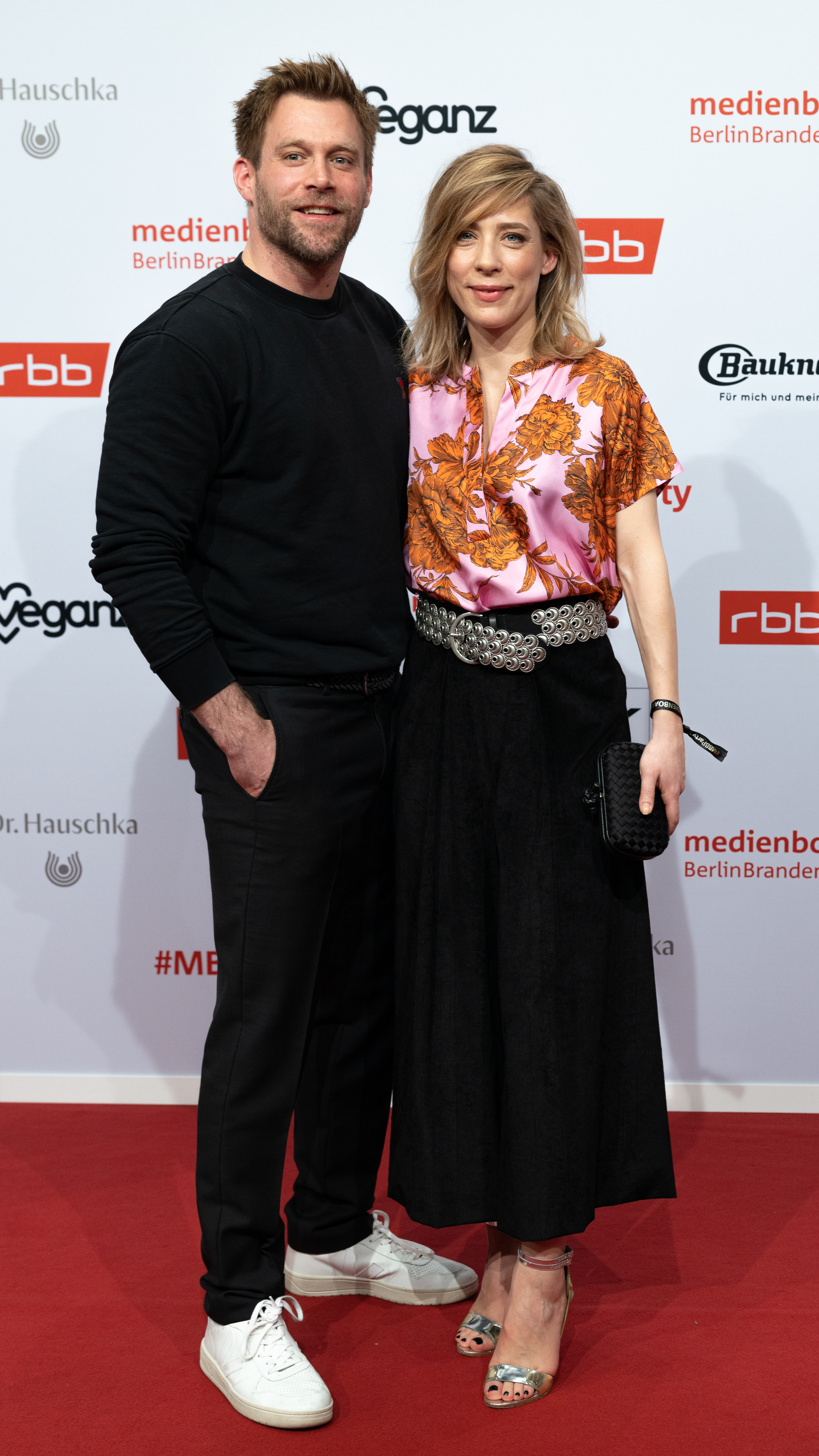
Duken e Marisa Leonie Bach (2020)

### Cinema
- Schlaraffenland, regia di Friedemann Fromm (1999)
- Der Kanacke, regia di Alexander Kiening (2000)
- Gran Paradiso, regia di Miguel Alexandre (2000)
- 100 Pro, regia di Simon Verhoeven (2001)
- Feindesland, regia di Thomas Kretschmer - cortometraggio (2001)
- Benny X, regia di Florian Baxmeyer - cortometraggio (2002)
- Hit and Run, regia di Thomas Sieben - cortometraggio (2002)
- Kiss and Run, regia di Annette Ernst (2002)
- From Another Point of View, regia di Ken Duken e Bernd Katzmarczyk - cortometraggio (2003)
- Zur Hölle mit Dir, regia di Adnan Köse - cortometraggio (2003)
- Nitschewo, regia di Stefan Sarazin (2003)
- Tödlicher Umweg, regia di Curt M. Faudon (2004)
- Eine andere Liga, regia di Buket Alakus (2005)
- 1 1/2 Ritter - Auf der Suche nach der hinreißenden Herzelinde, regia di Til Schweiger (2008)
- Max Manus, regia di Joachim Rønning e Espen Sandberg (2008)
- World on Fire (Fire!), regia di Raoul W. Heimrich (2009)
- Distanz, regia di Thomas Sieben (2009)
- Bastardi senza gloria (Inglourious Basterds), regia di Quentin Tarantino e Eli Roth (2009)
- 300 ore per innamorarsi (Zweiohrküken), regia di Til Schweiger (2009)
- Die Beobachtung, regia di Roman Gonther - cortometraggio (2010)
- Kajinek, regia di Petr Jákl (2010)
- Chalet Girl, regia di Phil Traill (2011)
- Gellert, regia di Ayassi (2011)
- My Last Day Without You, regia di Stefan C. Schaefer (2011)
- Robin Hood, regia di Martin Schreier (2013)
- Banklady, regia di Christian Alvart (2013)
- Frei, regia di Bernd Fischerauer (2014)
- I vichinghi (Northmen: A Viking Saga), regia di Claudio Fäh (2014)
- Coming In, regia di Marco Kreuzpaintner (2014)
- Frau Müller muss weg!, regia di Sönke Wortmann (2015)
- Conni & Co, regia di Franziska Buch (2016)
- La donna leone (Løvekvinnen), regia di Vibeke Idsøe (2016)
- Berlin Falling, regia di Ken Duken (2017)

### Televisione
- Blutiger Ernst, regia di Bernd Böhlich - film TV (1998)
- Julia - Kämpfe für deine Träume!, regia di Gabi Kubach - film TV (1998)
- Der Bulle von Tölz – serie TV, 1 episodio (1999)
- Tricked (Einladung zum Mord), regia di Rainer Matsutani - film TV (2000)
- Die Nacht der Engel, regia di Michael Rowitz - film TV (2000)
- Das schwangere Mädchen, regia di Bettina Woernle - film TV (2001)
- Rette deine Haut, regia di Lars Becker - film TV (2001)
- Polizeiruf 110 – serie TV, 2 episodi (2002-2014)
- Rosa Roth – serie TV, 1 episodio (2002)
- Mörderherz, regia di Christian Görlitz - film TV (2002)
- Il segreto di Thomas (Entrusted), regia di Giacomo Battiato - film TV (2003)
- Augusto - Il primo imperatore (Imperium: Augustus), regia di Roger Young - miniserie TV (2003)
- Nachtschicht – serie TV, 5 episodi (2003-2008)
- La fuga degli innocenti, regia di Leone Pompucci - film TV (2004)
- Die schöne Braut in Schwarz, regia di Carlo Rola - film TV (2004)
- Nachtangst, regia di Michael Rowitz - film TV (2004)
- Karol - Un uomo diventato papa, regia di Giacomo Battiato - film TV (2005)
- Störtebeker, regia di Miguel Alexandre - film TV (2006)
- Alì Babà e i 40 ladroni (Ali Baba et les 40 voleurs), regia di Pierre Aknine - miniserie TV (2007)
- Guerra e pace (War and Peace), regia di Robert Dornhelm – miniserie TV (2007)
- Il commissario De Luca, regia di Antonio Frazzi – miniserie TV (2008)
- Willkommen zuhause, regia di Andreas Senn - film TV (2008)
- Resolution 819 (Résolution 819), regia di Giacomo Battiato - film TV (2008)
- Le più belle fiabe dei fratelli Grimm (Sechs auf einen Streich) - serie TV, episodio 1x4 (2008)
- Flug in die Nacht - Das Unglück von Überlingen, regia di Till Endemann - film TV (2009)
- Der Kriminalist – serie TV, 1 episodio (2010)
- Sotto il cielo di Roma, regia di Christian Duguay - film TV (2010)
- L'affondamento del Laconia (The Sinking of the Laconia), regia di Uwe Janson – miniserie TV (2011)
- Lisas Fluch, regia di Petra Katharina Wagner - film TV (2011)
- Carl & Bertha, regia di Till Endemann - film TV (2011)
- Il miracolo della Carinzia (Das Wunder von Kärnten), regia di Andreas Prochaska – miniserie TV (2011)
- Add a Friend, serie TV, 30 episodi (2012-2014)
- Una famiglia (Das Adlon. Eine Familiensaga), regia di Uli Edel - miniserie TV (2013)
- Air Force One is Down, serie TV, 2 episodi (2013)
- Romeo e Giulietta (Romeo and Juliet), regia di Riccardo Donna - miniserie TV (2014)
- Der letzte Kronzeuge, regia di Urs Egger - film TV (2014)
- Dr. Gressmann zeigt Gefühle, regia di Niki Stein - film TV (2014)
- Max e Hélène, regia di Giacomo Battiato - film TV (2015)
- Adidas vs Puma - Due fratelli in guerra (Duell der Brüder - Die Geschichte von Adidas und Puma), regia di Oliver Dommenget - film TV (2016)
- Tatort: HAL, regia di Niki Stein (2016)
- Profumo (Parfum) – serie TV, 6 episodi (2018)
- Counterpart – serie TV, 6 episodi (2018-2019)
- Professionals – serie TV, 10 episodi (2020)
- Fate - The Winx Saga – serie TV, 6 episodi (2021-2022)
- Drift - Partners in Crime – serie TV, 10 episodi (2023)
- Miss Fallaci – serie TV (2025)

## Doppiatori italiani
Nelle versioni in italiano delle opere in cui ha recitato, Ken Duken è stato doppiato da:
- Stefano Crescentini in Alì Babà e i 40 ladroni, Adidas vs Puma - Due fratelli in guerra, Profumo, Fate - The Winx Saga, Drift - Partners in Crime
- Fabio Boccanera in Karol - Un uomo diventato papa, Romeo e Giulietta
- Roberto Certomà in I vichinghi
- Vittorio De Angelis in Augusto - Il primo imperatore
- Christian Iansante in La fuga degli innocenti
- Riccardo Niseem Onorato in Guerra e pace
- Alessio Cigliano in Le più belle fiabe dei fratelli Grimm
- Francesco Prando in L'affondamento del Laconia
- Francesco Venditti in Una famiglia
- Andrea Mete in Chalet Girl
- Gianfranco Miranda in Conni & Co.